# Rosa 'Montesquieu'
'Montesquieu' (el nombre de la obtención registrada 'Montesquieu'), es un cultivar de rosa que fue conseguido en España en 1959 por el rosalista catalán Simon (Simó) Dot.

## Descripción
'Montesquieu' es una rosa moderna cultivar del grupo Híbrido de té.
El cultivar procede del cruce de 'Loli Creus' x 'Tahiti'.
Las formas arbustivas del cultivar tienen porte erguido y alcanza de 100 cm de alto. Las hojas son de color verde claro y brillante.
Sus delicadas flores de color rosa profundo, el sombreado de color carmesí. Fragancia fuerte. 45 pétalos. Floración centrada en tallo largo. Primavera o verano son las épocas de máxima floración, si se le hacen podas más tarde tiene después floraciones dispersas.

## Origen
El cultivar fue desarrollado en España por el prolífico rosalista catalán Simon (Simó) Dot en 1930. 'Montesquieu' es una rosa híbrida diploide con ascendentes parentales de 'Loli Creus' x 'Tahiti'.
La obtención fue registrada bajo el nombre cultivar de 'Montesquieu' por Simon (Simó) Dot en 1959 y se le dio el nombre comercial de 'Montesquieu'.

## Cultivo
Aunque las plantas están generalmente libres de enfermedades, es posible que sufran de punto negro en climas más húmedos o en situaciones donde la circulación de aire es limitada.
Las plantas toleran la sombra, a pesar de que se desarrollan mejor a pleno sol. En América del Norte son capaces de ser cultivadas en USDA Hardiness Zones 6b a 9b.
La resistencia y la popularidad de la variedad han visto generalizado su uso en cultivos en todo el mundo.

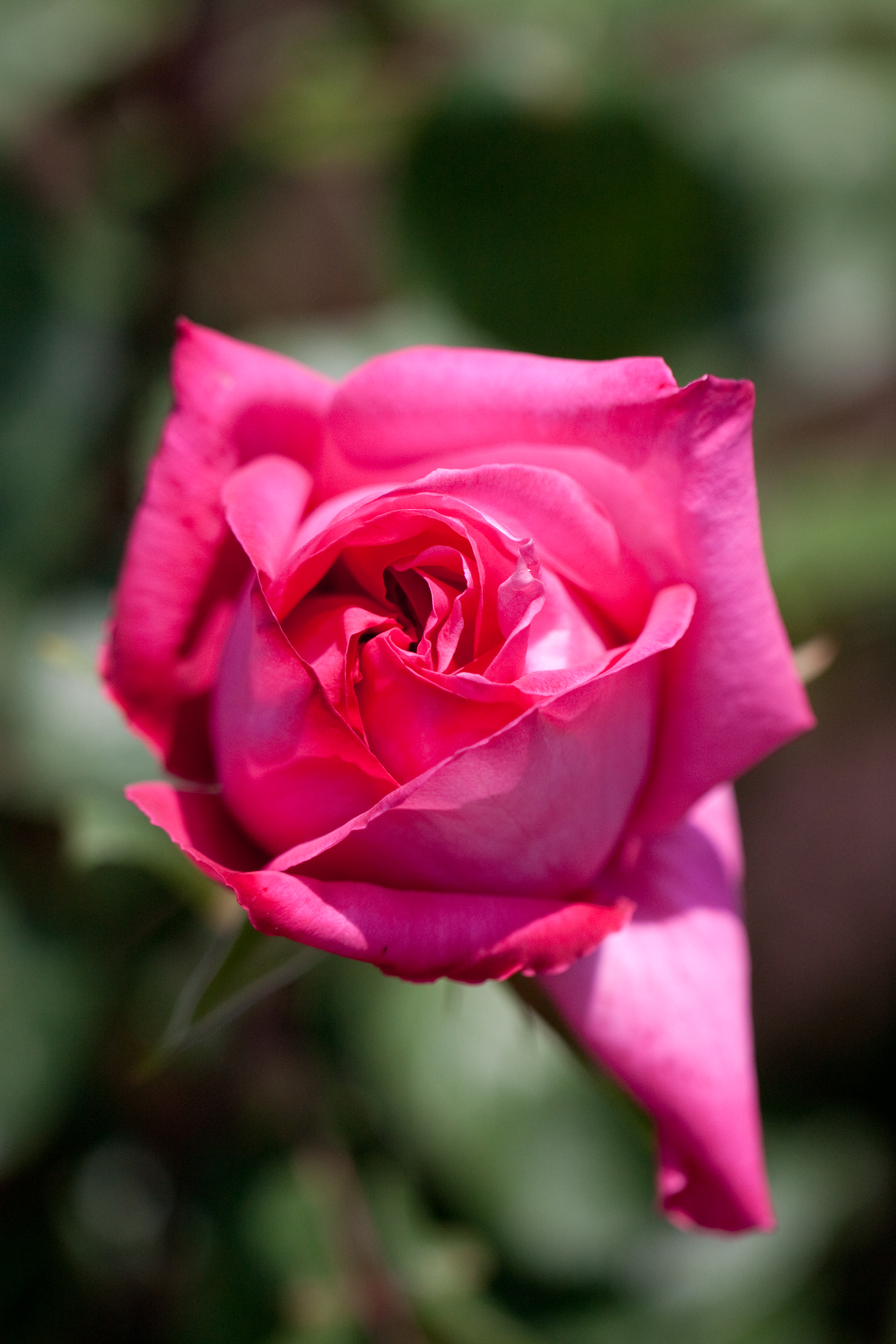
Rosa 'Montesquieu' (Simon (Simó) Dot, 1959).